# NGC 5717
NGC 5717 في الفهرس العام الجديد، هي مجرة، تقع في كوكبة العواء. اكتشفت في 26 أبريل 1830 بواسطة جون هيرشل.

## روابط خارجية
- NGC 5717 على موقع ويكي سكاي: DSS2, SDSS, GALEX, IRAS, Hydrogen α, X-Ray, Astrophoto, Sky Map, Articles and images